# London Borough of Haringey
London Borough of Haringey är en borough i norra London med cirka 260 000 invånare (2022).

## Distrikt
Distrikt som helt eller delvis ligger i Haringey.

- Bounds Green
- Bowes Park
- Crouch End
- Finsbury Park
- Fortis Green
- Harringay
- Hornsey
- Muswell Hill
- Seven Sisters
- South Tottenham
- Stroud Green
- Tottenham
- Tottenham Hale
- Tottenham Green
- Turnpike Lane
- West Green
- Wood Green